# 朝桐光
朝桐 光（あさぎり あかり、1982年3月28日 - ）は、日本のAV女優。南野あかり名義でアスタープロモーションに所属していたが、2011年10月朝桐 光（あさぎり あかり）に改名し、ディクレアプロモーション（現・シエロ）に移籍。

## 略歴・人物
2010年にAVデビュー。2011年10月より朝桐 光（あさぎり あかり）として活動。
趣味はDVD鑑賞、特技はテニス。
アナルSEXを得意とし彼女のアナルは非常に気持ちがいいとAV男優から絶賛されている。
2014年よりXを始めた（フォロワー数：14万人、2024年8月現在）
2017年に「超極上のスカトロ解禁 寝取られ初糞恥辱 朝桐光」をリリースして以降、スカトロ作品にも多く出演している。
現在は銀座のクラブ（Demier）に勤務、指名は常に上位をキープしている。
おしとやかな性格で細かい気配りができ、お客さんからの評判はとてもよいとのこと。

## 作品

### アダルトビデオ

#### 「南野あかり」名義
2010年
- いいなりになった僕の妻 －浮気の戒め－ （11月18日、DOC）

2011年
- じこまん、肉食シンドローム。8【アカリの場合】（1月13日、プレステージ）
- 【第三回】既婚者合コン（1月13日、プレステージ）
- 麗しの家庭教師 AGAIN2 JULIA と あかり（1月22日、ハマジム）
- フェッチのフェラチオcollection（1月31日、虎丸フェッチ）
- 尻穴舐め手コキ（3月14日、虎丸フェッチ）
- Fetishist 05 貴女淫乱 ～南野あかり～（3月14日、虎丸フェッチ）
- 部屋着でオナニー見せつけた後、痴女ってくる僕の妹（3月19日、妄想族）
- 湯けむりに抱かれて ～人妻旅情交尾～（3月25日、EROTICA）
- かよいづま 9時から17時の劣情不倫（4月7日、タカラ映像）
- 未亡人 3 あなた許して（4月8日、クリスタル映像）
- 同僚に輪姦され、壊れていく僕の妻（4月15日、ソルトペッパー）
- 淫乱自宅訪問（4月19日、ドグマ）
- 突撃美人巨乳 レポーター（4月21日、グローリークエスト）
- 女と女とニューハーフ 3（5月1日、U&K）
- ヌル撮 人妻オイルマッサージ（5月5日、グローリークエスト）
- 超高級舐め舐めエステティックサロン（6月4日、ATOM）
- アナル売りの淫乱ドM妻（7月1日、Fitch）
- レズバトル 女たちの意地とプライドを賭けた戦い。（7月13日、U＆K）
- 母は目覚ましフェラ時計 2（7月20日、NEXT GROUP）
- 妻が浮気をするなんて…（9月7日、マドンナ）
- 2穴を犯された兄嫁（10月25日、ダスッ！）
- ママ公認 ロリアイドル最終選考オーディションに残った 美少女のママたちを別室で裏取引きをもちかけるふりして生中出ししちゃいました！（10月25日、ビッグモーカル）
- 潮吹きレズビアン（10月28日、レディース・ルーム）
- 貸し出された人妻 緊縛アナル調教（11月1日、中嶋興業）
- おはズボッ！私のアソコ、いやらしい音して超恥ずかしい！（11月25日、アテナ映像）
- 団地妻 旦那に秘密の真昼の中出し（11月25日、ビッグモーカル）
- とってもHなメニューが盛りだくさんのハミ乳巨乳レストラン ～僕のバイト編～（12月23日、おかず。/KMP）
- 同僚にオモチャにされる夢の会社生活（12月23日、おかず。/KMP）

2012年
- 監禁緊縛陵辱 4（2月1日、中嶋興業）
- 濡れる不倫温泉 2（4月13日、なでしこ）
- 徹底的にレイプされ悲鳴をあげても犯され続けるオンナ達（10月25日、ダスッ！）

2013年
- 美人妻 夫以外の男と調教SEX（4月20日、ネクストイレブン/NEXT GROUP）
- となりの美人名器妻 完全盤6枚組（7月20日、STAR PARADISE）

2014年
- 夫に浮気を公認された妻（11月8日、ながえスタイル）

2015年
- 人妻アナルファックスペシャル（12月1日、中嶋興業）

2016年
- 人妻アナルファックスペシャル 2（1月1日、中嶋興業）
- 揉まれる吸われる！ 妻のおっぱい（12月13日、ながえスタイル）

#### 「朝桐 光」名義
2012年
- ノーモザイクアナルFUCK Wアナル拡張調教（1月15日　ワンズファクトリー）
- 脂っこいオナニーと脂っこいセックス（1月19日、ドグマ）
- Wフィストファックレズビアン（2月19日、アンナと花子）
- 女社長と秘書のWハメ潮洪水オフィス（2月13日、MARX）
- 人妻監禁アナル拷問 絶望に耐えながら…。4（3月7日、アタッカーズ）
- 奴隷借金妻（3月15日、ソルト・ペッパー）
- ぼくの美人で肉食系姉さん ～性教育で潮吹きまくり!（3月23日、Mellow Moon）
- 凌辱箱2人閉じ込めSP（5月25日、ダスッ!）
- 世界弾丸ハメドラー夢幻序曲 あかり（6月23日、HMJM）
- 俺の拳が貴様のアナルを破壊する!（6月25日、ダスッ!）
- ぬるヌレレズビアン 水もしたたるイイ女たち（8月1日、U&K）
- 溺愛 潮吹きレズビアン（8月13日、U&K）
- 素人ワリキリバイト あかり（8月24日、セブン）
- 変態公衆便所タンツボ肉便器女（9月6日、グローリークエスト）
- あのスケベな巨乳お姉さんは、アイツの会社の秘書らしい。28（9月7日、WEEKENDER）
- 妻パイパン（10月25日、デジタルアーク）
- 敗戦国の女2 巨乳女騎士 浣腸鞭奴隷（11月1日、シネマジック）
- 特撮ヒロイン催眠オーディション（11月8日、ROCKET）
- 超ギャル ブチギレ手コキ!! vol.2 〜お前らってキレられながら手コかれて興奮してるとか、マジ変態じゃん!!〜（12月6日、GARCON）

2013年
- 縄と下男とセレブ妻 汚辱のチャタレイ2（1月1日、シネマジック）
- デカパイ美人社長の2穴中出し（1月13日、CREAM PIE）
- 緊縛宙吊りアナルフィスト（1月17日、グローリークエスト）
- 罠に堕ちた人妻14 万引き妻アナル蹂躙（2月1日、中嶋興業）
- 限界調教 8（3月1日、中嶋興業）
- 限界催眠 アカリ（3月10日、催眠研究所）
- 猥褻レズビアン 4（3月13日、U&K）
- トリプルレズビアン 7 3X2穴完全挿入（3月22日、クリスタル映像）
- 風間ゆみ主演・監督第3弾! ～テーマ もしも結婚してAV女優を続けていたら!?の二重性活。二つの顔を持つゆみの本気の美しき涙（4月25日、セレブの友）
- 生贄女囚拷問・縛鼻叫壊尻孕 哀しき借金OL生中出し専用肉便器が悲痛な声を上げ鬼畜な男達に犯される緊縛輪姦二穴同時ファック生中出し陵辱（5月13日、セレブの友）
- 淫猥キャットファイト3 女子校生と美人女教師！美闘タイマンガチバトル!（6月6日、ディープス）
- アーマード・エンジェル 狂い哭く武装女兵士 女体秘奥炎上パニック 淫フェルノ-X EPISODE-05 破滅! デビル・スナイパーの悲劇の巻（6月13日、BabyEntertainment）
- MEGA ANAL ～恥ずかしい穴が気持ちよくてどうしようもないんです～（9月1日、ヴィ）
- ニューハーフOL恋物語 憧れの彼に抱かれて純愛セックス快楽濃厚ザーメン3発射!!（9月25日、TRANS CLUB）
- オマンコ破壊業界でNo.1＆No.2の極太チンポ男優が二本挿し! 淫乱性奴隷逆さ吊り緊縛拘束極限調教（10月13日、セレブの友）
- 見せつけ、挑発お姉さんの性癖カウンセリング（12月25日、アロマ企画）

2014年
- 爆乳アナル狩り女番長（4月1日、ヴィ）
- PREMIUM 二穴生姦中出し 240min（4月13日、CREAM PIE）
- スチュワーデスin… ［脅迫スイートルーム］ Cabin Attendant Akari (27)（5月9日、ドリームチケット）
- HYPER HIGHLEG QUEEN 016（6月25日、デジタルアーク）
- 肛虐の家庭教師（7月7日、アタッカーズ）
- ペニバンレズ教師（8月22日、クリスタル映像）
- 巨乳レズ団地妻（10月19日、レズれ！）
- S級弩M女無残花麗奴 朝桐光コンプリート4時間（12月1日、シネマジック）※単体ベスト

2015年
- Wスチュワーデスin… ［脅迫スイートルーム］（1月9日、ドリームチケット）
- 美人部長 屈辱の全裸勤務（1月13日、AVS collector’s）
- アナル＆マ○コ激責めハードレズビアン 悪魔のペニスバンドVer.（1月25日、ダスッ！）
- 監禁 レイプ 終わりのない輪姦と膣内発射（2月1日、FAプロ）
- 巨乳若妻アナル調教 淫技エステに悶えて堕ちる（3月13日、ミステリア/妄想族）
- 土下座痴女（5月2日、ワープエンタテインメント）
- 3穴スプラッシュ 強制レズアクメ 女×女×女のイカせ合いバトル（5月19日、レズれ!）
- ノーモザイク・レズれ!（8月19日、レズれ!）
- 汁呑み熟女❤粘着スイートルーム（9月4日、ワープエンタテインメント）
- 水嶋っ! こんなんで終われんのか!? 水嶋あい引退作品（9月10日、MARRION）
- 中出し人妻不倫旅行 41（9月25日、ビッグモーカル）
- 熟シャッ!! 熟女を溺愛するカタチ（10月2日、ワープエンタテインメント）
- 新人女子アナ初めての野外ロケ（10月7日、山と空）
- 乱交でレズれ!（11月19日、レズれ!）

2016年
- ロ●ータ改造計画 朝桐光 30さい（2月20日、レイディックス）
- 美女教師 引き裂きアナル拷姦（3月1日、ヴィ）
- 鉄拘束レズビアン 3（3月18日、クリスタル映像）
- 肉食ドMレディ（4月1日、ドリームチケット）
- 牝獣淫画 ～ベロ接吻ど猥褻レズ狂い!!～（4月13日、ヴィ）
- 朝桐光のアナル徹底調教志願（6月1日、中嶋興業）
- 女捜査官 狂い逝き集団拷姦（6月1日、ヴィ）
- 広報部長の浣腸スキャンダル！クソ部下に野外調教され淫乱マゾ覚醒しアナル肉便器に墜ちた話（9月7日、山と空）
- 犯られて撮影られて義兄達のアレにめろめろになった弟嫁（12月22日、タカラ映像）

2017年
- ストーキング・レズ 彼女の彼女への歪んだ愛情（2月1日、FAプロ）
- 新奴隷城（4月25日、アタッカーズ）
- アナル舐め狂い!! ど淫乱レズビアン ～肛門専門女医VS尻穴淫乱女秘書～（8月1日、U&K）
- 母の親友（8月7日、VENUS）
- 美人教師 恥じらいの脱糞 5（10月1日、アタッカーズ）
- 解禁! アナルレズ・浣腸・放尿 大量汗吹きアナルオーガズム（10月1日、ヴィ）
- 超極上のスカトロ解禁 寝取られ初糞恥辱（10月13日、OPERA）
- 美人女教師 糞尿M男調教（11月7日、OPERA）
- コスプレイヤー監禁スカトロ凌辱（12月13日、OPERA）

2018年
- 人妻デリヘルを呼んだらやってきたのは昔の美人担任教師だった!! 学生時代札つきの不良（ワル）で何かと目をつけられていたせいで通知表がオール1だった俺（現在無職のパチンカス）は弱みにつけ込みリベンジセックスすることにした!!（1月7日、VENUS）
- 超高級巨乳スカトロソープ（2月13日、OPERA）
- W女王降臨! アナル大好きドマゾ変態少女 尻穴徹底調教レズビアン（2月19日、ビビアン）
- 超極上Wレズスカ解禁!（3月7日、OPERA）
- WifeLife vol.037・昭和61年生まれの朝桐光さんが乱れます・撮影時の年齢は31歳・スリーサイズはうえから順に90/58/90（3月16日、SEX Agent）
- 嫁の母親に中出ししてしまった（4月13日、VENUS）
- 女捜査官 糞穴ドリル拷問（4月25日、OPERA）
- 部長の奥さんがエロすぎて…（5月19日、VENUS）
- 美尻女教師 緊縛スカトロ調教（7月25日、OPERA）
- 近親相姦中出しソープ 初めての熟女風俗、指名したら母ちゃんだった（8月7日、VENUS）
- M男限定! 超高級クラブ 糞尿VIP調教（8月25日、OPERA）
- 兄の嫁 ～背徳の痴態交尾（9月14日、新世紀文藝社）
- 食糞解禁! 糞豚臭恥 10（11月25日、OPERA）
- 綺麗なおばさんが優しくねっとりしてあげる ガチ童貞筆下ろしドキュメント 4（12月10日、ホットエンターテイメント）
- Wアナルビッチ 4（12月20日、グローリークエスト）

2019年
- 性欲が強すぎる母 (浮気癖あり) に、愛する彼氏を寝取られた。（2月13日、VENUS）
- 最高のスカトロBEST 4時間（3月25日、OPERA）※単体ベスト
- あ～麗しのマネキン夫人 哀しき中年独身男の妄想! 濃厚!ねっとり交尾!! そして妻は寝取られた（4月13日、VENUS）
- 最高に気持ちいい! アナル舐め手コキ（5月2日、グローリークエスト）
- 突然押しかけてきた嫁の姉さんに抜かれっぱなしの1泊2日（5月19日、VENUS）
- S級熟女コンプリートファイル 朝桐光 6時間（6月19日、VENUS）※単体ベスト
- 夫の前でマッサージ師に絶頂(いか)された妻（9月13日、VENUS）
- 宅配便の配達ミスから起こった近隣トラブル!? 間違えて開けた箱の中には大量のアダルトグッズ!! 隣人の男に詰め寄られた人妻はどうなる!?（9月13日、PRESTIGE）
- もしも…「朝桐光」が○○だったら…。（11月1日、プラネットプラス）
- 母子交尾 【東鬼怒川路】（11月19日、RUBY）

2020年
- はだかの主婦 世田谷区在住 朝桐光 (35)（1月1日、プラネットプラス）
- 美人で色白巨乳の母に生中出し（1月7日、RUBY）
- 高慢パワハラなムチムチ女上司の弱みを握ってセクハラからのSEXができちゃう方法とは（11月20日、STAR PARADISE）

### 海外向け作品
「朝桐 光」名義
2011年
- 好色妻降臨 Vol.24（11月18日、スカイハイエンターテインメント）

### アダルトVR
「朝桐 光」名義
2017年
- W痴女M男調教（2017年10月6日、SOD VR）
- 絶景VR! 脱糞見せつけ糞フェラ遊戯!（2017年10月25日、OPERA）

2018年
- 完熟の味 ～友達の母親と危険な遊び～（5月25日、ベルモンタ/CASANOVA）
- 乱入! ハプニング個室ビデオ（9月21日、フランソワ/CASANOVA）

2019年
- 巨乳巨尻W女教師 お仕置きスカトロASMR（6月27日、OPERA）

2020年
- デジタルリマスターで鮮明に蘇る! VRドチャシコ名作コレクション～朝桐光（10月2日、CASANOVA）※単体ベスト

## 出演

### 映画
朝桐光 名義
- 性鬼人間第二号 ～イキナサイ～（2018年7月20日公開、監督：国沢実、オーピー映画）- 秋本富士子 役[1]

### オリジナルビデオ
- エクスタシー・イコライザーREN（2020年9月4日、竹書房）[2]